# Distrito electoral de Papillion Second II
Papillion Second II (en inglés: Papillion Second II Precinct) es un distrito electoral ubicado en el condado de Sarpy en el estado estadounidense de Nebraska. En el Censo de 2010 tenía una población de 3361 habitantes y una densidad poblacional de 462,8 personas por km².

## Geografía
Papillion Second II se encuentra ubicado en las coordenadas 41°8′26″N 96°0′58″O / 41.14056, -96.01611. Según la Oficina del Censo de los Estados Unidos, Papillion Second II tiene una superficie total de 7.26 km², de la cual 7.26 km² corresponden a tierra firme y (0%) 0 km² es agua.

## Demografía
Según el censo de 2010, había 3361 personas residiendo en Papillion Second II. La densidad de población era de 462,8 hab./km². De los 3361 habitantes, Papillion Second II estaba compuesto por el 90.18% blancos, el 2.65% eran afroamericanos, el 0.09% eran amerindios, el 3.51% eran asiáticos, el 0.24% eran isleños del Pacífico, el 1.22% eran de otras razas y el 2.11% pertenecían a dos o más razas. Del total de la población el 4.11% eran hispanos o latinos de cualquier raza.